# Bahnstrecke Hassel–Neuermark-Lübars
| Reste der Strategischen Bahn Richtung Elbufer (Anschluss Westelbe) |                      |                                   |                                    |
| Streckennummer: | 6877                 |                                   |                                    |
| Streckenlänge: | 8,6 km               |                                   |                                    |
| Spurweite: | 1435 mm (Normalspur) |                                   |                                    |
| |                      |                                   |                                    |
| \| \| \| von Schönhausen (Elbe) \| \| \| \| 8,6 \| Lübars/Elbe \| Lübars/Elbe \| \| \| \| nach Sandau \| \| \| \| \| Anschluss Ostelbe \| \| \| \| \| Elbe \| Militärbrücke bei Bedarf einbaubar \| \| \| \| Anschluss Westelbe \| \| \| \| \| Militäranschlussbahnhof Billberge \| \| \| \| \| von Niedergörne \| \| \| \| -0,017 \| Awanst Hassel \| Awanst Hassel \| \| \| \| mil. Awanst Jarchau \| \| \| \| \| nach Borstel \| \| |                      |                                   |                                    |
| Strecke (außer Betrieb) |                      | von Schönhausen (Elbe)            | von Schönhausen (Elbe)             |
| Dienststation / Betriebs- oder Güterbahnhof (Strecke außer Betrieb) | 8,6                  | Lübars/Elbe                       | Lübars/Elbe                        |
| Abzweig geradeaus und nach rechts (Strecke außer Betrieb) |                      | nach Sandau                       | nach Sandau                        |
| Betriebsstelle Streckenende (Strecke außer Betrieb) |                      | Anschluss Ostelbe                 | Anschluss Ostelbe                  |
| Brücke über Wasserlauf (Strecke außer Betrieb) |                      | Elbe                              | Militärbrücke bei Bedarf einbaubar |
| Betriebsstelle Streckenanfang (Strecke außer Betrieb) |                      | Anschluss Westelbe                | Anschluss Westelbe                 |
| Betriebs-/Güterbahnhof Strecke bis hier außer Betrieb |                      | Militäranschlussbahnhof Billberge | Militäranschlussbahnhof Billberge  |
| Abzweig geradeaus und von rechts |                      | von Niedergörne                   | von Niedergörne                    |
| Blockstelle | -0,017               | Awanst Hassel                     | Awanst Hassel                      |
| Abzweig geradeaus und ehemals nach links |                      | mil. Awanst Jarchau               | mil. Awanst Jarchau                |
| Strecke |                      | nach Borstel                      | nach Borstel                       |

Die Bahnstrecke Hassel (Kr Stendal)–Neuermark-Lübars war eine eingleisige, nicht elektrifizierte Strecke im Nordosten Sachsen-Anhalts, die nur militärischen Zwecken diente.

## Geschichte
Mit dem Bau der Bahnstrecke Borstel–Niedergörne im Jahre 1977 sollte eine Umfahrung der Elbbrücke bei Hämerten realisiert werden. Überprüft wurde die Möglichkeit der Nutzung der Elbbrücke in Tangermünde, die zu dieser Zeit noch mit einer Gleistragkonstruktion ausgestattet war. Die Brücke war aber nicht für die geforderten Lasten des Militärs ausgelegt.
1984 wurde ab der Ausweichanschlussstelle Hassel eine Gleisverbindung zum Elbufer errichtet, die ostwärts bis an den Elbdeich führte. Das Stumpfgleis am Deich wurde betrieblich als Anschluss Westelbe bezeichnet.
Das Gegenstück befand sich am Ostufer der Elbe, der dortige Anschluss Ostelbe war mit einem Verbindungsgleis  über den Betriebsbahnhof Lübars/Elbe mit durchgehendem Hauptgleis und zwei Aufstellgleisen an die Bahnstrecke Schönhausen–Sandau angebunden.

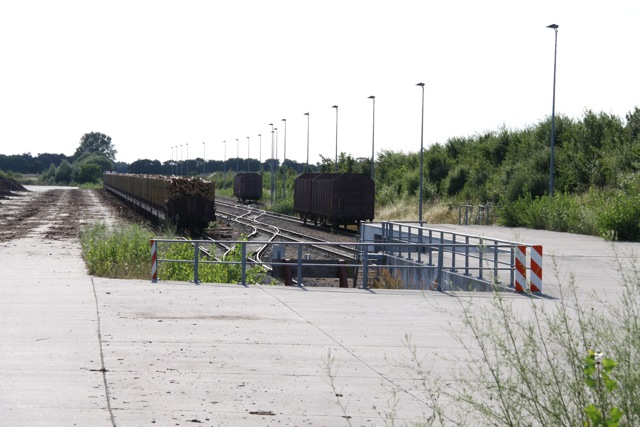
Im Juli 2010 wurde der Bahnhof Billberge zum Abladen von Stammholz für die Zellstofffabrik in Niedergörne verwendet

Die Strecke endete jeweils mit einem Prellbock vor dem Steilhang. Dort mussten im Ernstfall Rampen und Brückenteile angebaut werden.
In der militärischen Ausweichanschlussstelle Jarchau wurden die Teile für den Brückenbau gelagert.
Dort stand eine Pionierbrücke der Bauart ESB-16 (kombinierte Eisenbahn-Straßenbrücke) bereit. Diese Brücke wurde im Rahmen einer Übung lediglich einmal aufgebaut. Probefahrten zur Brückenbelastung erfolgten mit einer Diesellok der Baureihe 118. Vollständig wurde die Brücke jedoch nur von einem Zug mit der Baureihe 50 (Reko) und Mannschaftswagen der Gattung Hkms in Ost-West-Richtung überquert.
Nach der Wende wurde die Möglichkeit der Elbeüberquerung per Eisenbahn aufgegeben. Auf dem westlichen Streckenteil entstand der Militäranschlussbahnhof Billberge. Die Gleisverbindung zum Elbufer wurde unterbrochen.